# Love Is the Devil: Study for a Portrait of Francis Bacon
Love Is the Devil: Study for a Portrait of Francis Bacon —en España El amor es el demonio: Estudio para un retrato de Francis Bacon — es una película de 1998, realizada para la emisión en la televisión británica BBC. La película escrita y dirigida por John Maybury es protagonizada por Derek Jacobi, Daniel Craig y Tilda Swinton.
La película narra la vida del pintor Francis Bacon. 
La película fue premiada por diversas entidades; en el Festival de Edimburgo de cine Internacional, en los premios británicos, y fue positivamente criticada y emitida en la edición de 1998 del Festival de cine Cannes.

## Argumento
Es una película que retrata la vida y obra del pintor británico Francis Bacon (1909-1992).
En los años 70, Francis Bacon se dirige a París para la gran muestra de arte en el Grand Palais. Supone un gran triunfo en su trayectoria, ya que el único inglés que lo había conseguido hasta entonces era William Turner.
Un joven llamado George Dyer se cuela en su casa para robarle y comienza una tórrida relación con él convirtiéndose en su máxima inspiración. Provienen de esferas totalmente distintas y su relación es complicada y un tanto extraña. Dyer perderá la cabeza en la exposición del Grand París y sus decisiones supondrán un gran golpe y un final más que trágico.

## Reparto
- Derek Jacobi – Francis Bacon
- Daniel Craig – George Dyer
- Tilda Swinton – Muriel Belcher
- Anne Lambton – Isabel Rawsthorne
- Adrian Scarborough – Daniel Farson
- Karl Johnson – John Deakin
- Annabel Brooks – Henrietta Moraes
- Richard Newbould – Billy Rubio (cuando Richard Newbold)
- Ariel de Ravenel – Oficial francés
- Tallulah – Ian Tablero
- Andy Tilo – Ken Bidwell
- David Kennedy – Joe Furneval
- Gary Hume – Volker Dix
- Damian Dibben – Chico de Alquiler del Brighton
- Antony Algodón – Chico de Alquiler del Brighton
- Hamish Bowles – David Hockney